# Pilatus P-1
El Pilatus P-1 fue un proyecto de la empresa suiza Pilatus Aircraft para un avión de entrenamiento monoplaza y monomotor, iniciado hacia 1941.

## Diseño y desarrollo

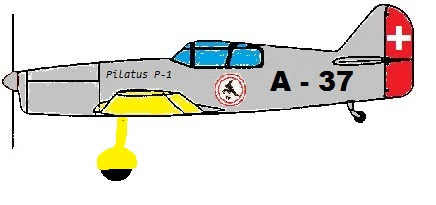
Dibujo del Pilatus P-1.

El proyecto del Pilatus P-1 empezó hacia fines de octubre de 1940, como el primer proyecto de la Pilatus, influenciado por el ingeniero Henri Fiert. Su disposición y principios de diseño fueron aplicados al Pilatus P-2, que tuvo éxito como avión de entrenamiento en la Fuerza Aérea Suiza. El fuselaje del Pilatus P-1 estaba fabricado con tubos de acero soldados, con paneles frontales retirables de aleación de aluminio y la sección detrás de la cabina cubierta de tela. Las alas estaban construidas de madera alrededor de un larguero de madera maciza, siendo cubiertas con madera contrachapada.

## Especificaciones (estimadas)
Referencia datos: Pilatus Flugzeuge: 1939–1989

### Características generales
- Tripulación: 1
- Longitud: 6,9 m
- Envergadura: 9,2 m
- Altura: 2,1 m
- Superficie alar: 12,7 m²
- Peso vacío: 850 kg
- Peso máximo al despegue: 1.150 kg
- Planta motriz: 1× Argus As 10E2, V12 invertido.
  - Potencia: 240 HP (180 kW)

### Rendimiento
- Velocidad máxima operativa (Vno): 325 km/h
- Techo de vuelo: 6.000 m
- Régimen de ascenso: 6,5 m/s

### Desarrollos relacionados
- Pilatus P-2